# 羅伯茨崖
羅伯茨崖（英語：Roberts Cliff），是南極洲的山崖，位於維多利亞地的博克格雷溫克海岸，處於埃迪斯托灣東岸，由新西蘭探險隊命名，以美國研究計劃的氣象學家命名，現時由南極條約體系管理。